# Pellenes washonus
Pellenes washonus är en spindelart som beskrevs av Lowrie, Gertsch 1955. Pellenes washonus ingår i släktet Pellenes och familjen hoppspindlar. Inga underarter finns listade i Catalogue of Life.